# Berndt Feuerbacher

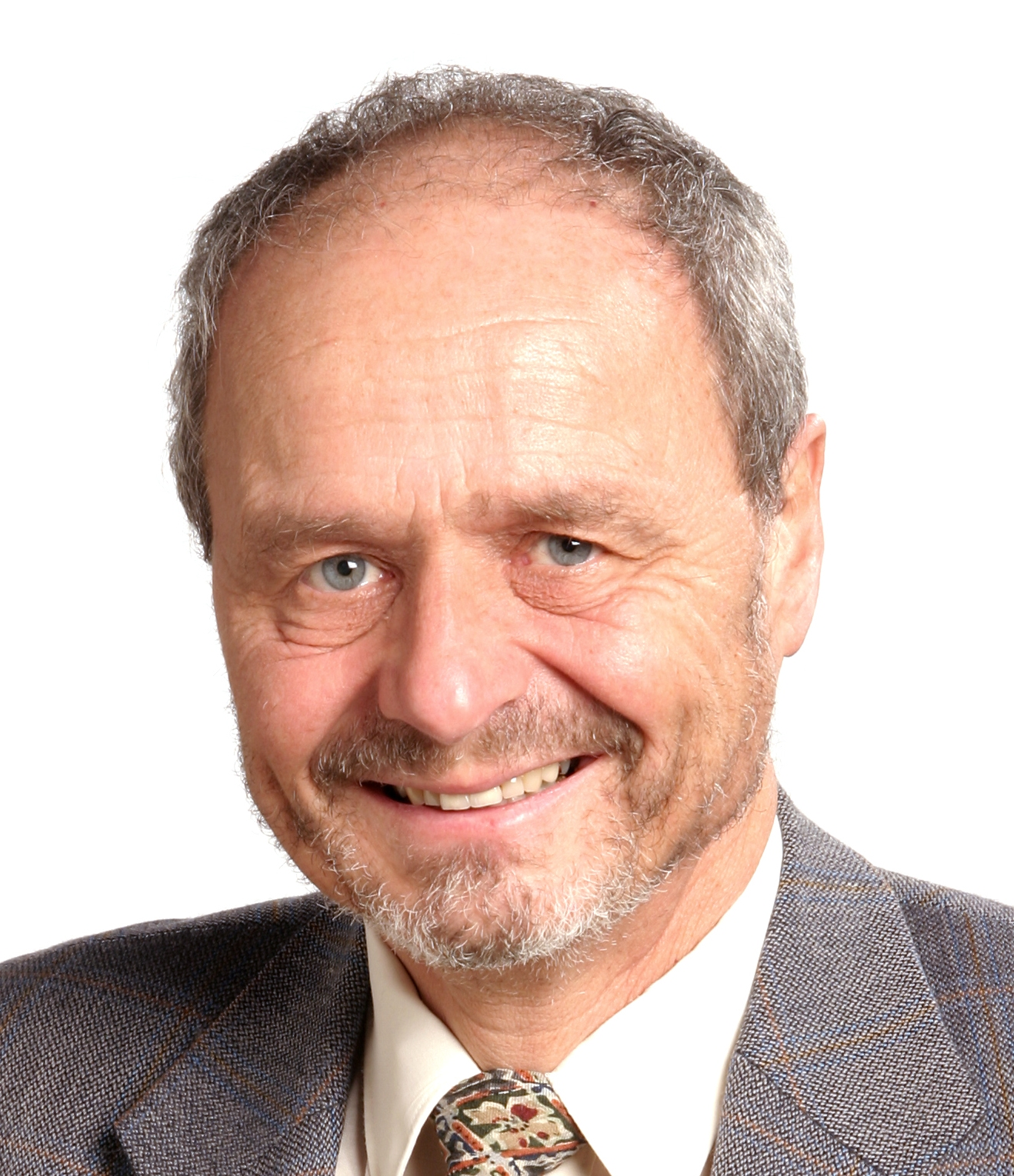
Berndt Feuerbacher, vor 2009

Berndt Paul Feuerbacher (* 15. April 1940 in Dresden; † 21. Dezember 2020 in Essen) war ein deutscher Physiker. 
Er war von 1981 bis 2007 Direktor des Instituts für Raumsimulation des Deutschen Zentrums für Luft- und Raumfahrt (DLR) in Köln-Porz. Gleichzeitig war er Professor für Experimentalphysik und Inhaber des Lehrstuhls für Weltraumphysik an der Ruhr-Universität Bochum.
Von 2008 bis 2012 war Berndt Feuerbacher Präsident der International Astronautical Federation (IAF). Er war nach Gründungspräsident Eugen Sänger im Jahr 1951 der zweite Deutsche, der dieses Amt übernommen hat.
Der Schwerpunkt der Forschungsarbeiten Berndt Feuerbachers war die Weltraumphysik, insbesondere die Nutzung der Schwerelosigkeit im All. Außerdem initiierte er in seinem Institut ein neues Forschungsgebiet zu Erforschung von Kometen. Feuerbacher war bei zahlreichen Weltraummissionen wie Spacelab, Mir oder der internationalen Raumstation ISS beteiligt und gründete das Raumfahrtnutzerzentrum (englisch Microgravity User Support Center, kurz MUSC) des DLR. Er war der wissenschaftliche Initiator der Landeeinheit "Philae", die mit der Rosetta-Mission der europäischen Weltraumorganisation ESA zum Kometen 67P/Tschurjumow-Gerassimenko flog und am 12. November 2014 dort landete.

## Biografie
Feuerbacher studierte – nach dem Abitur am Eberhard-Ludwigs-Gymnasium in Stuttgart – Physik an der Ludwig-Maximilians-Universität München und promovierte dort 1968 mit einer Arbeit über Optisch angeregte Plasmaeffekte an Aluminium im Ultrahochvakuum. 1968 bis 1981 arbeitete er als Wissenschaftler am European Space Laboratory (ESLAB) der Europäischen Raumfahrtorganisation ESRO, heute ESA, seit 1972 als Principal Investigator für Experimente an Mondgestein des Apollo-Programms, und seit 1973 als Stellvertretender Abteilungsleiter der Astronomy Division am Space Science Department der ESA. Außerdem war er 1973 bis 1976 Projektwissenschaftler für den Forschungssatelliten International Ultraviolet Explorer (IUE) und 1976 bis 1981 Projektwissenschaftler für die erste Nutzlast des Weltraumlabors Spacelab. 1981 wurde Feuerbacher an die Ruhr-Universität Bochum und parallel zum Direktor des DLR-Instituts für Raumsimulation berufen. 
1991 bis 1993 war er Gründungsdirektor am DLR-Zentrum Berlin-Adlershof und baute die Institute für Weltraumsensorik und für Planetenerkundung, heute Institut für Planetenforschung, auf. 
Nach seiner Emeritierung war er 2007 Gründungsdirektor des DLR-Instituts für Raumfahrtsysteme in Bremen. Von 2008 bis 2012 war er Präsident der International Astronautical Federation. Außerdem war er Mitglied verschiedener Beiräte, Kuratorien und Senatsausschüsse wissenschaftlicher Einrichtungen und beriet die Europäische Raumfahrtagentur ESA.
Berndt Feuerbacher war verheiratet und hatte zwei Kinder.

## Veröffentlichungen (Auswahl)
- Fachwissen prägnant vorgetragen: Moderne Vortragstechnik für Wissenschaftler und Ingenieure. 2. Auflage. Sauer, Heidelberg 1990.
- Berndt Feuerbacher, Ernst Messerschmid: Vom All in den Alltag: Der Weltraum - Labor und Marktplatz. 1. Auflage. Motorbuch, Stuttgart 2007, ISBN 978-3-613-02785-5, S. 316.
- Berndt Feuerbacher: Mission Rosetta. Die spektakuläre Reise der Philae-Sonde zum Kometen Churyumov-Gerasimenko oder Tschuri. Ein Bildband über die Weltraummission der ESA und des DLR vom Planet Erde zum Kometen. Geramond Verlag GmbH, München 2016, ISBN 978-3-86245-335-1, S. 192.
- Berndt Feuerbacher: Planeten – Missionen zu exotischen Welten. Bildband erschienen im Motorbuch Verlag Stuttgart 2018, ISBN 978-3-613-04026-7, 240 Seiten.

## Preise und Ehrungen
- Mitglied der International Academy of Astronautics (IAA)
- Book Award der International Academy of Astronautics
- Ehrenbürger der Stadt Daejeon (Südkorea)
- Benennung des Asteroiden (10628) Feuerbacher (provisorische Bezeichnung 1998 BD5), 2007
- Fellow der European Physical Society
- Bundesverdienstkreuz 1. Klasse, 2010
- Ehrendoktorwürde der Universität Stuttgart, 2017
- Ehrenmitgliedschaft der Deutschen Gesellschaft für Luft- und Raumfahrt (DGLR), 2019[1]